# 黑芬根
黑芬根（德语、法语：Heffingen），又译海芬根，是卢森堡中部的一个市镇和小镇，属于梅尔施县。 